# Lucia Morpurgo Rodocanachi
Lucia Morpurgo Rodocanachi (Trieste, 25 novembre 1901 – Arenzano, 22 maggio 1978) è stata una traduttrice italiana, che svolse la sua attività anonimamente per conto di alcuni dei principali scrittori italiani.

## Biografia
Nacque in una famiglia ebraica triestina, trasferitasi a Genova nel 1913. Nel 1930 sposò il pittore Paolo Rodocanachi e andò a vivere ad Arenzano.
Nel 1933, su richiesta dell'amico Eugenio Montale, fornì a Elio Vittorini una versione letterale da D.H. Lawrence, prima di una serie che, oltre all'inglese, la vide tradurre dal francese e dal tedesco. In Italia, nella prima metà del XX secolo, la figura del traduttore non era intesa come oggi, essendo esercitata da scrittori o studiosi come secondo lavoro. Lucia Rodocanachi fu una delle prime a fare della traduzione la propria professione principale e accettò di lavorare senza che il suo nome fosse menzionato nelle opere. Alcune delle traduzioni dall'inglese di Carlo Emilio Gadda, Elio Vittorini ed Eugenio Montale (che la chiamava la négresse inconnue) furono realizzate in realtà da lei. Iniziò a firmare le proprie traduzioni solo nel 1943 con Gli elisir del diavolo di Ernst Theodor Amadeus Hoffmann, pubblicato da Bompiani.
Il suo lavoro è rimasto nascosto, pagato poco e spesso in ritardo. È lei la "Cara e Gentile Signora" a cui si riferisce Carlo Emilio Gadda nelle sue lettere (Lettere a una Gentile Signora, Adelphi, Milano, 1983).